# U-399
U-399 — средняя немецкая подводная лодка типа VIIC времён Второй мировой войны.

## История
Заказ на постройку субмарины был отдан 25 августа 1941 года. Лодка была заложена 12 ноября 1942 года на верфи Ховальдсверке, Киль, под строительным номером 31, спущена на воду 4 декабря 1943 года, вошла в строй 22 января 1944 года под командованием лейтенанта Курта ван Митерена.

### Командиры
- 22 января — 2 июля 1944 года оберлейтенант цур зее Курт ван Митерен
- 3 июля 1944 года — 26 марта 1945 года оберлейтенант цур зее Хайнц Бусе

### Флотилии
- 22 января 1944 года — 31 января 1945 года — 5-я флотилия (учебная)
- 1 февраля 1945 года — 26 марта 1945 года — 11-я флотилия

### История службы
Лодка совершила один боевой поход, потопила одно судно водоизмещением 362 брт, ещё один корабль водоизмешением 7176 брт после повреждений не восстанавливался.
Потоплена 26 марта 1945 года в Ла-Манше в районе с координатами 49°56′ с. ш. 05°22′ з. д. глубинными бомбами с британского фрегата HMS Duckworth. 46 человек погибли, 1 выживший.
Эта лодка была оснащена шноркелем не позднее декабря 1944 года.